# Luigi Gibezzi
Luigi Gibezzi (Borgo San Lorenzo, 6 febbraio 1883 – Domaso, 9 aprile 1956) è stato un ingegnere, dirigente sportivo e calciatore italiano, di ruolo attaccante.

## Carriera
Gibezzi fu uno dei fondatori e tra i primi giocatori della Juventus. Il suo esordio in campionato avvenne contro il Torinese, partita persa per 1-0 l'11 marzo 1900, mentre la sua ultima partita fu contro il Genoa il 27 marzo 1904, partita finita col medesimo risultato a favore degli avversari. Nelle sue cinque stagioni bianconere collezionò 13 partite, e segnò una rete il 20 marzo 1904 contro il Milan, partita che finì poi col risultato di 3-0 per la Juventus.
Laureato in ingegneria, al termine della carriera agonistica entra nei ranghi dirigenziali della Juventus.

## Statistiche

### Presenze e reti nei club
| Stagione  | Club     | Campionato | Campionato | Campionato | Campionato |
| Stagione  | Club     | Comp       | Pres       | Reti       |            |
| --------- | -------- | ---------- | ---------- | ---------- | ---------- |
| 1900      | Juventus | CI         | 1          | 0          |            |
| 1901      | Juventus | CI         | 2          | 0          |            |
| 1902      | Juventus | CI         | 3          | 0          |            |
| 1902-1903 | Juventus | CI         | 3          | 0          |            |
| 1903-1904 | Juventus | PC         | 4          | 1          |            |
| Totale    | Totale   | Totale     | 13         | 1          |            |